# خورشیدفرشته تورمالین
خورشیدفرشته تورمالین (نام علمی: Heliangelus exortis) گونه‌ای از مرغ مگس در تبار خورشیدفرشته‌تباران (Lesbiini) از زیرتیرهٔ خورشیدیان (Lesbiinae) است که در کلمبیا و اکوادور یافت می‌شود.